# مجید صالحی
مجید صالحی (زادهٔ ۲۶ شهریور ۱۳۵۴) بازیگر و کارگردان ایرانی است. وی برای نقش‌آفرینی در فیلم  شماره ۱۰ (۱۴۰۲)، برنده سیمرغ بلورین بهترین بازیگر نقش اول مرد شد.
او از سنین نوجوانی در حوزه تئاتر و هنرهای نمایشی، فعالیت خود را آغاز کرد و از دانش آموختگان مکتب حمید سمندریان محسوب می‌شود. نخستین حضور جدی او در عرصه تئاتر در سال ۱۳۷۳ در نمایش سیاه زنگی و هفت کچلون بوده‌است که این نمایش در جشنواره آیینی و سنتی آن سال، حضور داشت و از صالحی در مقام بازیگر، تقدیر شد. پس از آن، نمایش آنتیگونه اثر سوفوکل، به کارگردانی حامد محمد طاهری در سال ۱۳۷۶ با حضور صالحی در مقام بازیگر در تئاتر شهر، به صحنه رفت؛ اما نخستین حضور سینمایی این بازیگر در فیلم یکی بود، یکی نبود به کارگردانی ایرج طهماسب بود. او در دهه ۱۳۷۰ با حضور در سریال مجید دلبندم به کارگردانی رضا عطاران در میان مردم، شناخته شد.

## زندگی
مجید صالحی در ۲۶ شهریور ۱۳۵۴ در روستای حسن آباد سادات از توابع تاکستان متولد و در خیابان امین الملک (امامزاده حسن) در تهران بزرگ شد. او پس از گرفتن دیپلم متوسطه در رشته ریاضی و فیزیک در سن هجده سالگی به نمایش هنری علاقمند شد و با شرکت در مؤسسهٔ هنری «رسام هنر» و نزد استاد حمید سمندریان، آموزش حرفه‌ای را آغاز کرد.
وی فعالیت هنری خود را با بازی در نمایش دکترفاستوس در سال ۱۳۷۴ و تئاتر آنتیگونه آغاز کرد و سپس به تلویزیون رفت و در مجموعه‌های تلویزیونی مختلف و البته اغلب با مضمون کار کودک و طنز بازی، نویسندگی و کارگردانی کرد. خیلی زود با شخصیت مجید دلبندم مشهور شد و این روند با برنامه‌های دیگر ادامه پیدا کرد.
کناره‌گیری حمید جبلی از فیلم یکی بود یکی نبود باعث شد او جایگزین وی شود و این فیلم هم شد نخستین تلاش او برای ورود به عرصه سینما. وی علاوه بر بازی در برخی از مجموعه‌های تلویزیونی، نویسندگی و کارگردانی را نیز بر عهده داشته‌است. اغلب فیلم‌هایی که صالحی تاکنون در آن‌ها ایفای نقش کرده با فروش بالایی روبه رو شده‌اند فیلم‌هایی همچون بعد از ظهر سگی، مجردها، مجرد چهل ساله و … و این نشان می‌دهد که او بازیگری است قابل اعتماد و البته پرطرفدار، به قول خودش بازیگر خوش شانسی است. وی تهیه‌کنندگی چند فیلم کوتاه را نیز بر عهده داشته‌است.
صالحی در سال ۱۳۸۰ مدرک کارشناسی بازیگری و کارگردانی تئاتر خود را از دانشکده هنر و معماری تهران اخذ نمود و کارشناسی ارشد خود در همین رشته و دانشگاه را نیز در سال ۱۳۹۴ دریافت کرد. وی هم‌اکنون در مؤسسهٔ فرهنگی و هنری اندیشهٔ ماهان زیر نظر امیر دژاکام مشغول تدریس است.

## فیلم سینمایی
| سال تولید | عنوان                | سمت                    | کارگردان                 | سال پخش      |
| --------- | -------------------- | ---------------------- | ------------------------ | ------------ |
| ۱۴۰۳      | تاکسی درمی           | بازیگر                 | محمد پایدار              | بهمن ۱۴۰۳    |
| ۱۴۰۲      | آیه های زمینی        | بازیگر                 | علی عسگری - علیرضا خاتمی | کن ۲۰۲۳      |
| ۱۴۰۱      | شماره ۱۰             | بازیگر                 | حمید زرگرنژاد            |              |
| ۱۴۰۰      | برف آخر              | بازیگر                 | امیرحسین عسگری           | ۱۳ بهمن ۱۴۰۰ |
| ۱۳۹۹      | صحنه‌زنی              | بازیگر                 | علیرضا صمدی              | ۱ دی ۱۴۰۰    |
| ۱۳۹۷      | زیر نظر              | کارگردان               | مجید صالحی               | ۴ دی ۹۸      |
| ۱۳۹۷      | کلمبوس               | بازیگر                 | هاتف علیمردانی           | ۱۴ آذر ۹۷    |
| ۱۳۹۷      | صداهای خاموش         | بازیگر                 | سهی بانو ذوالقدر         |              |
| ۱۳۹۶      | دختر عمو پسر عمو     | بازیگر                 | روح‌انگیز شمس             | ۶ دی ۹۶      |
| ۱۳۹۶      | شاه‌کش                | بازیگر                 | وحید امیرخانی            | ۲۹ شهریور ۹۸ |
| ۱۳۹۵      | من دیوانه نیستم      | بازیگر                 | علیرضا امینی             | -            |
| ۱۳۹۵      | چراغ‌های ناتمام       | بازیگر                 | مصطفی سلطانی             | -            |
| ۱۳۹۵      | ما خیلی باحالیم      | بازیگر                 | بهمن گودرزی              | اکران ۹۶     |
| ۱۳۹۴      | ثبت با سند برابر است | بازیگر                 | بهمن گودرزی              | اکران ۹۶     |
| ۱۳۹۴      | من و شارمین          | بازیگر                 | بیژن شیرمرز              | -            |
| ۱۳۹۳      | سه بیگانه            | بازیگر                 | مهدی مظلومی              | اسفند ۹۵     |
| ۱۳۹۳      | استراحت مطلق         | بازیگر                 | عبدالرضا کاهانی          | نوروز ۱۳۹۳   |
| ۱۳۹۲      | مجرد ۴۰ ساله         | بازیگر                 | شاهین باباپور            | بهمن ۹۳      |
| ۱۳۹۲      | نازنین               | بازیگر                 | مهدی گلستانه             |              |
| ۱۳۸۹      | همه چی آرومه         | بازیگر                 | مصطفی منصوریار           | شهریور۱۳۹۱   |
| ۱۳۸۹      | ورود زنده‌ها ممنوع    | بازیگر                 | جواد مزدآبادی            | -            |
| ۱۳۸۹      | پیتزا مخلوط          | بازیگر، خوانندهٔ تیتراژ | حسین قاسمی جامی          | دی ۱۳۹۰      |
| ۱۳۸۸      | بعد از ظهر سگی سگی   | بازیگر                 | مصطفی کیایی              | ۱۴ مهر ۱۳۸۹  |
| ۱۳۸۸      | ازدواج در وقت اضافه  | بازیگر                 | سعید سهیلی               | خرداد ۱۳۸۹   |
| ۱۳۸۸      | حلقه‌های ازدواج       | بازیگر                 | شاهین باباپور            | دی ۱۳۸۸      |
| ۱۳۸۷      | دلداده               | بازیگر                 | قدرت‌الله صلح‌میرزایی      | آبان ۱۳۸۷    |
| ۱۳۸۵      | هر چی تو بخوای       | بازیگر                 | محمد متوسلانی            | -            |
| ۱۳۸۴      | سوغات فرنگ           | بازیگر                 | کامران قدکچیان           | خرداد ۱۳۸۵   |
| ۱۳۸۳      | پل سیزدهم            | بازیگر                 | فرهاد غریب               | -            |
| ۱۳۸۳      | شاخه گلی برای عروس   | بازیگر                 | قدرت‌الله صلح‌میرزایی      | -            |
| ۱۳۸۳      | مجردها               | بازیگر                 | اصغر هاشمی               | اسفند ۱۳۸۲   |
| ۱۳۸۲      | خوابگاه دختران       | بازیگر                 | محمدحسین لطیفی           | -            |
| ۱۳۷۹      | یکی بود یکی نبود     | بازیگر                 | ایرج طهماسب              | ۱۳۷۹         |

## فیلم ویدئویی
| سال تولید | نام                        | سمت      | کارگردان       |
| --------- | -------------------------- | -------- | -------------- |
| ۱۳۹۳      | ضد ضرب                     | بازیگر   | هادی شامانی    |
| ۱۳۹۲      | ته خط                      | بازیگر   | منوچهر هادی    |
| ۱۳۹۲      | من کارگرم                  | بازیگر   | علی توحید پرست |
| ۱۳۹۱      | نیش                        | کارگردان | مجید صالحی     |
| ۱۳۸۹      | پاپوش                      | بازیگر   | -              |
| ۱۳۸۹      | آخرین مجرد                 | بازیگر   | محمدرضا فاضلی  |
| ۱۳۸۸      | میش                        | کارگردان | مجید صالحی     |
| ۱۳۸۷      | یه آسمون آبی، سقف اتاق منه | بازیگر   | مجتبی چراغعلی  |
| ۱۳۸۶      | جاسوس بازی                 | بازیگر   | محمدرضا فاضلی  |
| ۱۳۸۱      | یک روز معمولی              | بازیگر   | حسن فتحی       |

## مجموعه‌های تلویزیونی
| سال تولید | نام مجموعه      | سمت                                 | کارگردان                    | سال پخش           | شبکه |
| --------- | --------------- | ----------------------------------- | --------------------------- | ----------------- | ---- |
| ۱۳۹۵      | آرام می‌گیریم    | بازیگر                              | روح‌الله سهرابی              | -                 | ۲    |
| ۱۳۹۳      | مدینه           | بازیگر                              | سیروس مقدم                  | ماه رمضان ۹۳      | ۱    |
| ۱۳۹۲      | باغ سرهنگ       | بازیگر                              | فلورا سام                   | ۹۲                | ۵    |
| ۱۳۹۱      | بیدارباش        | بازیگر و مشاور کارگردان             | احمد کاوری                  | ۹۱                | ۱    |
| ۱۳۸۹      | سه دونگ سه دونگ | بازیگر مهمان                        | شاهد احمدلو                 | ماه رمضان ۹۰      | ۵    |
| ۱۳۸۹      | موج و صخره      | بازیگر و کارگردان                   | مجید صالحی                  | نوروز ۹۰          | ۵    |
| ۱۳۸۷      | عید امسال       | بازیگر                              | سعید آقاخانی                | نوروز ۸۸          | ۵    |
| ۱۳۸۷      | سه در چهار      | بازیگر و کارگردان                   | مجید صالحی                  | بهار و تابستان ۸۷ | ۱    |
| ۱۳۸۵      | ترش و شیرین     | بازیگر و مشاور کارگردان             | رضا عطاران                  | نوروز ۸۶          | ۳    |
| ۱۳۸۴      | مرده متحرک      | بازیگر                              | رضا کریمی                   | رمضان ۸۴          | ۱    |
| ۱۳۸۳      | خوش غیرت        | بازیگر                              | علی شاه‌حاتمی                | نوروز ۸۴          | ۱    |
| ۱۳۸۲      | او مثبت         | بازیگر                              | علی شاه‌حاتمی                | نوروز ۸۳          | ۱    |
| ۱۳۸۲      | آشتی‌کنان        | کارگردان                            | مجید صالحی                  | -                 | ۳    |
| ۱۳۸۲      | کوچهٔ اقاقیا     | بازیگر                              | رضا عطاران                  | ۸۲                | ۵    |
| ۱۳۸۱      | خوش‌رکاب         | بازیگر                              | علی شاه‌حاتمی                | نوروز ۸۲          | ۱    |
| ۱۳۸۰      | پلیس جوان       | بازیگر                              | سیروس مقدم                  | -                 | ۳    |
| ۱۳۸۰      | زیر آسمان شهر   | بازیگر                              | مهران غفوریان               | -                 | ۳    |
| ۱۳۸۰      | خانه پدری       | بازیگر                              | فریدون حسن‌پور               | -                 | ۵    |
| ۱۳۷۹      | روزهای مهتابی   | بازیگر                              | غلامعباس قنبری و سپهر محمدی | ۱۳۸۰              | ۵    |
| ۱۳۷۹      | قطار ابدی       | بازیگر                              | رضا عطاران                  | -                 | ۳    |
| ۱۳۷۷      | مجید دلبندم     | برنامه‌ریز، دستیار کارگردان، صداپیشه | رضا عطاران                  | -                 | ۱    |
| ۱۳۷۶      | سیب خنده        | بازیگر                              | رضا عطاران و شیرین جاهد     | -                 | ۱    |
| ۱۳۷۳      | بوی خوش زندگی   | بازیگر                              | علی شاه‌حاتمی                | -                 | -    |
|           | سیمای صبحگاهی   | -                                   | -                           | -                 | -    |
|           | نماکاریکاتور    | -                                   | -                           | -                 | -    |
|           | برگ سبز         | -                                   | -                           | -                 | -    |
|           | جنگ آفتاب       | -                                   | -                           | -                 | -    |

### شبکه نمایش خانگی
| سال     | نام مجموعه         | سمت             | کارگردان      |
| ------- | ------------------ | --------------- | ------------- |
| ۱۴۰۳    | سووشون             | بازیگر          | نرگس آبیار    |
| ۱۴۰۰    | ساخت ایران ۳       | بازیگر          | بهمن گودرزی   |
| ۱۳۹۹    | سیاوش              | بازیگر          | سروش محمدزاده |
| ۱۳۹۹    | ام شو              | کارگردان و مجری | مجید صالحی    |
| ۱۳۹۷    | سال‌های دور از خانه | کارگردان        | مجید صالحی    |
| ۹۵–۱۳۹۴ | آسپرین             | بازیگر          | فرهاد نجفی    |
| ۱۳۹۳    | ابله               | بازیگر          | کمال تبریزی   |

### تئاتر و تئاتر تلویزیونی
| سال  | نام تئاتر                             | کارگردان          |
| ---- | ------------------------------------- | ----------------- |
| ۱۳۹۴ | چه می‌کنه این عادل فردوسی‌پور           | حسین حیدری‌پور     |
| ۱۳۹۲ | در شوره‌زار                            | حسین کیانی        |
| ۱۳۹۲ | شایعات                                | رحمان سیفی‌آزاد    |
| ۱۳۸۸ | پیچ تند                               | رحمان سیفی‌آزاد    |
| ۱۳۸۷ | کابوس‌های یک پیرمرد بازنشستهٔ خائن ترسو | نادر برهانی‌مرند   |
| ۱۳۸۰ | شب‌نشینی در جهنم                       | رحمان سیفی‌آزاد    |
| ۱۳۷۷ | لوتی عنتری                            | فروزان بهرام پور  |
| ۱۳۷۶ | آنتیگونه                              | حامد محمدطاهری    |
| ۱۳۷۵ | سیاهِ سوخته                            | فرزانه بهرام پور  |
| ۱۳۷۴ | سیاه زنگی و هفت کچلون                 | علیرضا درویش نژاد |
| ۱۳۷۴ | دکتر فاستوس                           | مجید صالحی        |

### تهیه و تولید
| سال  | نوع          | نام     | سمت                  | کارگردان               |
| ---- | ------------ | ------- | -------------------- | ---------------------- |
| ۱۳۹۸ | فیلم سینمایی | ابلق    | سرمایه‌گذار           | نرگس آبیار             |
| ۱۳۹۸ | فیلم سینمایی | سگ بند  | مجری طرح             | مهران احمدی            |
| ۱۳۹۹ | فیلم سینمایی | برف آخر | مجری طرح             | امیرحسین عسگری         |
| ۱۴۰۱ | فیلم کوتاه   | نفس بکش | تهیه‌کننده و کارگردان | امیر نوری - مجید صالحی |

## جوایز و تقدیرها
| سال  | عنوان |
| ---- | --- |
| ۱۳۷۴ | برنده دیپلم افتخار جشنواره آیینی و سنتی برای بازی در نمایش سیاه و هفت کچلون                              |
| ۱۳۷۷ | برنده تقدیر ویژه جشنواره بین‌المللی عروسکی برای نمایش لوطی و عنتری                                        |
| ۱۳۸۲ | برنده تندیس بهترین بازیگر مرد سال تلویزیون (کمدی) برای سریال خوش‌رکاب                                     |
| ۱۳۸۲ | کاندید بهترین بازیگر مرد کمدی در جشن حافظ برای سریال خوش‌رکاب                                             |
| ۱۳۸۶ | برنده تندیس بهترین بازیگر مرد سال تلویزیون (کمدی) برای سریال ترش و شیرین                                 |
| ۱۳۸۸ | کاندید تندیس بهترین بازیگر مرد سال تلویزیون (کمدی) برای سریال سه در چهار                                 |
| ۱۳۹۱ | دریافت تندیس نما برای نکوداشت مقام آدمی از باشگاه ورزشی هنرمندان ایران                                   |
| ۱۳۹۴ | تندیس حافظ به عنوان بهترین بازیگر مرد پانزدهمین دورهٔ جشن حافظ برای بازی در فیلم استراحت مطلق             |
| ۱۳۹۴ | کاندید دربخش بهترین بازیگر مکمل مرد برای فیلم استراحت مطلق در جشن خانه سینما                             |
| ۱۳۹۴ | کاندیدا در بخش بهترین بازیگر مکمل مرد برای فیلم استراحت مطلق در جشن منتقدان سینمای ایران                 |
| ۱۳۹۶ | کاندید بهترین بازیگر مرد جشنواره روسیه برای فیلم چراغهای ناتمام                                          |
| ۱۳۹۷ | کاندید بهترین بازیگر مرد جشن حافظ برای فیلم سینمایی کلمبوس                                               |
| ۱۴۰۰ | کاندیدا در بخش بهترین بازیگر مکمل مرد برای فیلم برف آخر در چهلمین جشنواره فیلم فجر                       |
| ۱۴۰۰ | کاندیدا در بخش بهترین بازیگر مرد درام برای سریال سیاوش در بیست و یکمین جشن سینمایی/تلویزیونی دنیای تصویر |
| ۱۴۰۱ | برنده تندیس سیمرغ بلورین بهترین بازیگر نقش مرد برای فیلم شماره ده در چهل و یکمین جشنواره فیلم فجر        |

## کارگاه‌های آموزشی
| تاریخ           | عنوان                          | نام آموزشگاه          | شهر   |
| --------------- | ------------------------------ | --------------------- | ----- |
| مرداد ۱۴۰۱      | انتقال تجربیات کاربردی بازیگری | آبرنگ                 | مشهد  |
| اردیبهشت۱۴۰۱    | کارگاه انتقال تجربه            | رسانه کهن وانیا       | تهران |
| ۱۳۹۸–۱۴۰۰       | تدریس بازیگری                  | هنر گستر حیایی        | تهران |
| آذر ۱۳۹۸        | کارگاه تخصصی بازیگری           | فرهنگسرای مهر         | کاشان |
| اسفند ۱۳۹۶–۱۳۹۸ | کارگاه درک و تسلط بر نقش       | آموزشگاه هشت میلیمتری | تهران |
| ۱۳۹۵ تا ۱۳۹۶    | مبانی بازیگری و بداهه پردازی   | اندیشه ماهان          | تهران |

## داوری رویدادهای هنری
| سال  | رویداد هنری                                         | سمت                                 |
| ---- | --------------------------------------------------- | ----------------------------------- |
| ۱۴۰۱ | یازدهمین جشنواره تئاتر خیابانی شهروند لاهیجان       | عضو هیئت داوران                     |
| ۱۳۹۸ | جشنواره ملی تئاتر خیابانی چتر زندگی، یزد            | عضو هیئت داوران                     |
| ۱۳۹۸ | سی و هشتمین جشنواره بین‌المللی تئاتر فجر             | عضو هیئت داوران بخش تئاتر خیابانی   |
| ۱۳۹۸ | پانزدهمین جشنواره سراسری تئاتر مهر، کاشان           | عضو هیئت داوران و هیئت انتخاب       |
| ۱۳۹۸ | چهاردهمین جشنواره بین‌المللی تئاتر خیابانی مریوان    | داور بخش آیینی سنتی                 |
| ۱۳۹۷ | ششمین جشنواره ملی تئاتر ایثار، کرمانشاه             | داور بخش بخش تئاتر خیابانی          |
| ۱۳۹۶ | دومین جشنواره منطقه‌ای تئاتر خیابانی شرهانی، دهلران  | داور                                |
| ۱۳۹۴ | ششمین جشنواره استانی نمایش کوتاه صحنه‌ای استان مرکزی | عضو هیئت داوران                     |
| ۱۳۷۹ | جشنواره بین‌المللی فیلم کودکان                       | عضو هیئت داوران و مجری مراسم پایانی |

## فعالیت‌های اجتماعی
| شروع فعالیت | عنوان                                  |
| ----------- | -------------------------------------- |
| از سال ۱۳۹۴ | حامی افراد دارای اوتیسم و سندرم دان    |
| از سال ۱۳۹۵ | سفیر مبارزه با مواد مخدر               |
| از سال ۱۳۹۹ | عضو کانون حمایت از خانواده‌های زندانیان |
| از سال ۱۴۰۰ | سفیر حمایت از بیماران MPS              |